# Xabier Usabiaga
Xabier Usabiaga Oiartzabal (Asteasu, 27 februari 1969) is een Spaans voormalig wielrenner. Hij reed voor onder meer Euskadi-Petronor, maar wist niet door te breken. Hij wist geen enkele professionele koers te winnen.
Vanwege hartproblemen moest hij al na drie seizoenen stoppen met professioneel wielrennen. Hij werd later commentator op de Baskische televisie en sportjournalist.

## Grote rondes
Geen